# Bahnstrecke Dijon-Ville–Is-sur-Tille
| Bahnhof Is-sur-Tille in Marcilly-sur-Tille |                      |                                                              |                                                              |
| Streckennummer (SNCF): | 849 000              |                                                              |                                                              |
| Streckenlänge: | 32,6 km              |                                                              |                                                              |
| Spurweite: | 1435 mm (Normalspur) |                                                              |                                                              |
| Stromsystem: | 25 kV – 50 Hz ~      |                                                              |                                                              |
| Maximale Neigung: | 10 ‰                 |                                                              |                                                              |
| Streckengeschwindigkeit: | 120 km/h             |                                                              |                                                              |
| Zweigleisigkeit: | ja                   |                                                              |                                                              |
| |                      |                                                              |                                                              |
| \| \| \| Bahnstrecke Paris–Marseille von Paris Gare de Lyon \| \| \| \| 315,2 \| Bahnstrecke Dijon–Épinac von Épinac \| Bahnstrecke Dijon–Épinac von Épinac \| \| \| 314,2 \| Dijon-Ville \| 246 m \| \| \| 315,8 \| Ouche (19 m) \| Ouche (19 m) \| \| \| \| Bahnstrecke Paris–Marseille nach Lyon-Perrache \| \| \| \| 318,2 \| Ouche (32 m) \| Ouche (32 m) \| \| \| 318,3 \| Bahnstrecke Dijon–Vallorbe nach Vallorbe \| Bahnstrecke Dijon–Vallorbe nach Vallorbe \| \| \| 321,9 \| Dijon-Porte-Neuve \| 247 m \| \| \| 325,5 \| Stromspannungswechsel 1,5 / 25 kV \| Stromspannungswechsel 1,5 / 25 kV \| \| \| ~325,7 \| Werksanschluss Usines Pétolat \| Werksanschluss Usines Pétolat \| \| \| ~325,8 \| N 274 (nördl. Umgehungsstraße) \| N 274 (nördl. Umgehungsstraße) \| \| \| 327,8 \| Ruffey \| 252 m \| \| \| 331,0 \| Bretigny-Norges \| 248 m \| \| \| 332,8 \| Norges (12 m) \| Norges (12 m) \| \| \| 333,3 \| Saint-Julien-Clénay \| 245 m \| \| \| ~333,5 \| Gleisanschluss Silos de Saint-Julien (Dijon Céréales) \| Gleisanschluss Silos de Saint-Julien (Dijon Céréales) \| \| \| ~340,7 \| ehem. N 74 (heute D 974) \| ehem. N 74 (heute D 974) \| \| \| 342,0 \| Gemeaux \| 306 m \| \| \| 346,5 \| Bahnstrecke Saint-Julien–Gray von Gray \| Bahnstrecke Saint-Julien–Gray von Gray \| \| \| 346,8 \| Is-sur-Tille \| 273 m \| \| \| 347,2 \| Ignon (20 m) \| Ignon (20 m) \| \| \| \| Bahnstrecke Saint-Julien–Gray nach Troyes \| \| \| \| \| Bahnstrecke Is-sur-Tille–Culmont-Chalindrey nach Culmont-Ch. \| \| |                      |                                                              |                                                              |
| Strecke |                      | Bahnstrecke Paris–Marseille von Paris Gare de Lyon           | Bahnstrecke Paris–Marseille von Paris Gare de Lyon           |
| Abzweig geradeaus und ehemals von rechts | 315,2                | Bahnstrecke Dijon–Épinac von Épinac                          | Bahnstrecke Dijon–Épinac von Épinac                          |
| Bahnhof | 314,2                | Dijon-Ville                                                  | 246 m                                                        |
| Brücke über Wasserlauf | 315,8                | Ouche (19 m)                                                 | Ouche (19 m)                                                 |
| Abzweig geradeaus, nach rechts und von rechts |                      | Bahnstrecke Paris–Marseille nach Lyon-Perrache               | Bahnstrecke Paris–Marseille nach Lyon-Perrache               |
| Brücke über Wasserlauf | 318,2                | Ouche (32 m)                                                 | Ouche (32 m)                                                 |
| Abzweig geradeaus und nach rechts | 318,3                | Bahnstrecke Dijon–Vallorbe nach Vallorbe                     | Bahnstrecke Dijon–Vallorbe nach Vallorbe                     |
| Bahnhof | 321,9                | Dijon-Porte-Neuve                                            | 247 m                                                        |
| | 325,5                | Stromspannungswechsel 1,5 / 25 kV                            | Stromspannungswechsel 1,5 / 25 kV                            |
| Abzweig geradeaus und ehemals von links | ~325,7               | Werksanschluss Usines Pétolat                                | Werksanschluss Usines Pétolat                                |
| Strecke mit Straßenbrücke | ~325,8               | N 274 (nördl. Umgehungsstraße)                               | N 274 (nördl. Umgehungsstraße)                               |
| Haltepunkt / Haltestelle | 327,8                | Ruffey                                                       | 252 m                                                        |
| Haltepunkt / Haltestelle | 331,0                | Bretigny-Norges                                              | 248 m                                                        |
| Brücke über Wasserlauf | 332,8                | Norges (12 m)                                                | Norges (12 m)                                                |
| Haltepunkt / Haltestelle | 333,3                | Saint-Julien-Clénay                                          | 245 m                                                        |
| Abzweig geradeaus und von links | ~333,5               | Gleisanschluss Silos de Saint-Julien (Dijon Céréales)        | Gleisanschluss Silos de Saint-Julien (Dijon Céréales)        |
| Strecke mit Straßenbrücke | ~340,7               | ehem. N 74 (heute D 974)                                     | ehem. N 74 (heute D 974)                                     |
| Haltepunkt / Haltestelle | 342,0                | Gemeaux                                                      | 306 m                                                        |
| Abzweig geradeaus und von rechts | 346,5                | Bahnstrecke Saint-Julien–Gray von Gray                       | Bahnstrecke Saint-Julien–Gray von Gray                       |
| Bahnhof | 346,8                | Is-sur-Tille                                                 | 273 m                                                        |
| Brücke über Wasserlauf | 347,2                | Ignon (20 m)                                                 | Ignon (20 m)                                                 |
| Abzweig geradeaus und ehemals nach links |                      | Bahnstrecke Saint-Julien–Gray nach Troyes                    | Bahnstrecke Saint-Julien–Gray nach Troyes                    |
| Strecke |                      | Bahnstrecke Is-sur-Tille–Culmont-Chalindrey nach Culmont-Ch. | Bahnstrecke Is-sur-Tille–Culmont-Chalindrey nach Culmont-Ch. |

Die Bahnstrecke Dijon-Ville–Is-sur-Tille ist eine zweigleisige Bahnstrecke in Frankreich. Diese Strecke ist als Einheit zu sehen zusammen mit der 44 km langen Bahnstrecke Is-sur-Tille–Culmont-Chalindrey, die als Magistrale zwischen Dijon und Belfort gedacht war. Ziel der ursprünglich geplanten Strecke war der Bahnhof Langres. In Is-sur-Tille stießen die beiden Netze der Chemins de fer de l’Est (EST) im Norden und der Compagnie des chemins de fer de Paris à Lyon et à la Méditerranée (PLM) aufeinander.

## Geschichte

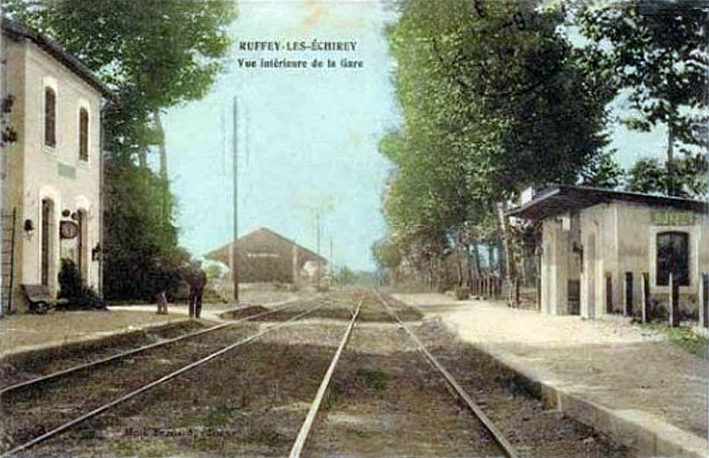
Bahnhof Ruffey noch mit Weichen zwischen den Durchgangsgleisen; Kolorierte Schwarzweiß-Aufnahme, 1910er Jahre

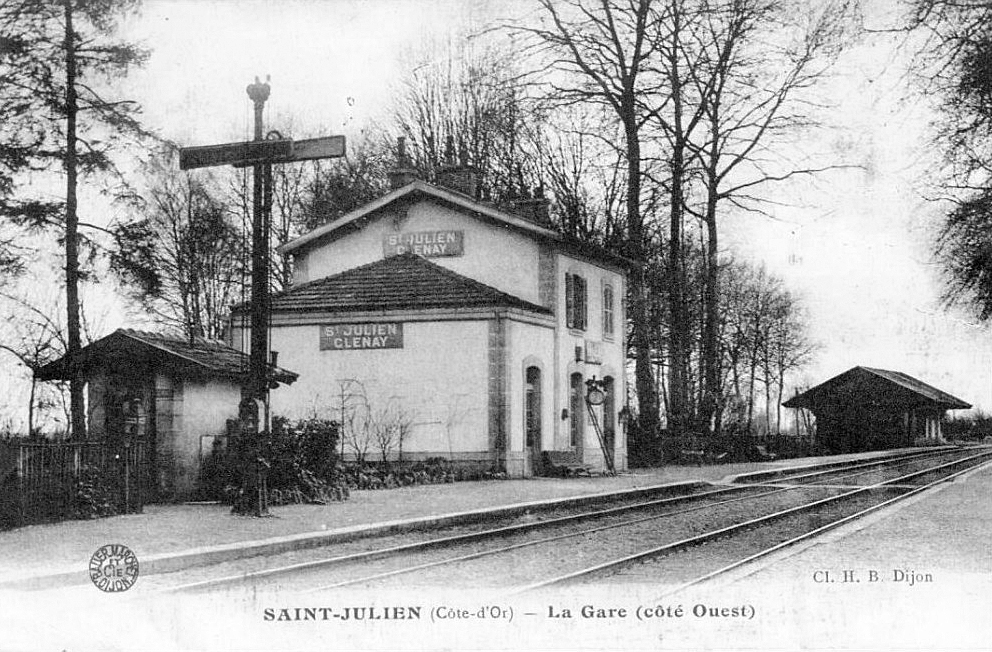
Bahnhof Saint-Julien-Clénay um 1900

Diese Bahnstrecke stellt eine Abzweigung von der Bahnstrecke Paris–Marseille vom Ausgangs-Bahnhof Paris Gare de Lyon dar, von dem aus auch die Streckenkilometerzählung fortgeführt wird. Entsprechend wurde die Strecke auch von Dijon, also von Süden aus gebaut und nach Fertigstellung, die durch den Staat initiiert wurde, von der gleichen Bahngesellschaft verwaltet wie auch die Strecke nach Lyon, nämlich der PLM.
Per kaiserlichem Erlass sind für den Bau dieser recht frühen Trassierung acht Jahre vorgesehen, obwohl auf dieser kurzen Strecke keine besonderen konstruktiven Hochbauten zu errichten sind. Unterzeichnung der Vereinbarung war der 1. Mai 1863, Veröffentlichung der 11. Juni. In den Jahren 1866 bis 1869 wurden sämtliche Planungen eingestellt, weil keine Einigung über die Streckenführung zu erzielen war. Erschwerend kam hinzu, dass auch das Militär Mitsprache beanspruchte. Die Kosten wurden auf 4,5 Mio. Franc veranschlagt. Nachdem der erste nördliche Abschnitt zwischen Is-sur-Tille und Culmont 1874 in Betrieb genommen worden war, ging der Bau südlich von Is endlich auch voran. Am 18. November 1875 konnte der Vertrag zu einer Streckenführung unterzeichnet werden, wie sie heute noch existiert.

## Streckenführung
Die Strecke zweigt von der nach Süden gerichteten Bahnstrecke Paris–Marseille bei Bahnkilometer 316 nach links ab und läuft in einem weiten Bogen um die östlichen Stadtviertel herum. Schon nach wenigen Kilometern ist sie nördlich orientiert und hält diese Richtung bis Is bei. Außer vier Bachüberbrückungen sind keine weiteren Hochbauten wie Viadukte, Tunnel oder Überwerfungsbauwerke notwendig gewesen. Kreuzungsfreier Verkehr zur Hauptstrecke von und nach Marseille war aber gewährleistet.
Als eine Besonderheit ist der Stromwechsel anzusehen, der durch die verschiedenen Bahnstrom-System in Frankreich seit der Elektrifizierung im Jahr 1964 notwendig wurde. Am Kilometerpunkt 325,6 wechselt die Einspeisung von 1500 V = in 25 kV ~. Diese Strecke ist mit ETCS Level 1 ausgestattet.